# Discografia dei Gotthard
La seguente è una discografia comprensiva della rock band svizzera Gotthard.
I Gotthard si sono formati nel 1992 a Lugano, nel canton Ticino, nella Svizzera italiana. Hanno esordito quello stesso anno con l'eponimo album Gotthard, che ha ottenuto un buon successo stazionando per nove mesi nella classifica svizzera. Con il secondo album, Dial Hard, il gruppo ha inaugurato una lunga serie di dischi giunti al numero 1 in patria. Il grande successo è arrivato principalmente con Homerun nel 2001, grazie soprattutto al singolo Heaven che è diventato il brano più famoso del gruppo.
Il 5 ottobre 2010 ha tragicamente preso la vita in un incidente stradale il cantante del gruppo Steve Lee. Dopo la morte di Lee, tutti gli album dei Gotthard sono ritornati in classifica e la band si è ritrovata per un certo tempo fino a tredici album contemporaneamente nella top 100 svizzera. Dopo un breve periodo di indecisione, la band ha deciso di proseguire con un nuovo cantante, Nic Maeder, con il quale ha inciso 5 album, l'ultimo dei quali, intitolato Stereo Crush, uscito nel 2025.
Si stima che la band abbia venduto circa 3 milioni di dischi nel mondo.

## Album in studio
| Anno | Titolo e dettagli dell'album                                                                                              | Posizioni massime in classifica | Posizioni massime in classifica | Posizioni massime in classifica | Posizioni massime in classifica | Posizioni massime in classifica | Posizioni massime in classifica | Posizioni massime in classifica | Posizioni massime in classifica | Certificazioni    |
| Anno | Titolo e dettagli dell'album                                                                                              | SWI                             | GER                             | AUT                             | FRA                             | SWE                             | BE                              | BE                              | ESP                             | Certificazioni    |
| ---- | --- | ------------------------------- | ------------------------------- | ------------------------------- | ------------------------------- | ------------------------------- | ------------------------------- | ------------------------------- | ------------------------------- | ----------------- |
| 1992 | Gotthard - Pubblicato il 9 marzo 1992 - Etichetta: BMG/Ariola - Formati: CD, LP, MC                                       | 5                               | –                               | –                               | –                               | –                               | –                               | –                               | –                               | - SWI: Platino    |
| 1994 | Dial Hard - Pubblicato il 21 gennaio 1994 - Etichetta: BMG/Ariola - Formati: CD, MC                                       | 1                               | 60                              | –                               | –                               | –                               | –                               | –                               | –                               | - SWI: Platino    |
| 1996 | G. - Pubblicato il 18 gennaio 1996 - Etichetta: BMG/Ariola - Formati: CD, MC, LP                                          | 1                               | 49                              | –                               | –                               | –                               | –                               | –                               | –                               | - SWI: Platino    |
| 1999 | Open - Pubblicato il 1º febbraio 1999 - Etichetta: BMG/Ariola - Formati: CD, MC                                           | 1                               | 21                              | 40                              | –                               | –                               | –                               | –                               | –                               | - SWI: 2× Platino |
| 2001 | Homerun - Pubblicato il 29 gennaio 2001 - Etichetta: BMG/Ariola - Formati: CD, MC                                         | 1                               | 14                              | 51                              | –                               | –                               | –                               | –                               | –                               | - SWI: 4× Platino |
| 2003 | Human Zoo - Pubblicato il 24 febbraio 2003 - Etichetta: BMG/Ariola - Formati: CD, MC                                      | 1                               | 29                              | –                               | –                               | –                               | –                               | –                               | –                               | - SWI: 2× Platino |
| 2005 | Lipservice - Pubblicato il 6 giugno 2005 - Etichetta: Nuclear Blast - Formati: CD, LP                                     | 1                               | 31                              | 58                              | –                               | –                               | –                               | –                               | –                               | - SWI: 2x Platino |
| 2007 | Domino Effect - Pubblicato il 27 aprile 2007 - Etichetta: Nuclear Blast - Formati: CD, LP, download digitale              | 1                               | 22                              | 33                              | –                               | –                               | –                               | –                               | –                               | - SWI: Platino    |
| 2009 | Need to Believe - Pubblicato il 4 settembre 2009 - Etichetta: Nuclear Blast - Formati: CD, LP, download digitale          | 1                               | 8                               | 28                              | 121                             | 30                              | –                               | –                               | –                               | - SWI: 2× Platino |
| 2012 | Firebirth - Pubblicato il 1º giugno 2012 - Etichetta: Nuclear Blast - Formati: CD, LP, download digitale                  | 1                               | 9                               | 33                              | 187                             | 49                              | –                               | –                               | –                               | - SWI: Platino    |
| 2014 | Bang! - Pubblicato il 4 aprile 2014 - Etichetta: PIAS Recordings - Formati: CD, LP, download digitale                     | 1                               | 10                              | 23                              | 109                             | –                               | 191                             | –                               | –                               | - SWI: Platino    |
| 2017 | Silver - Pubblicato il 13 gennaio 2017 - Etichetta: PIAS Recordings - Formati: CD, LP, download digitale                  | 1                               | 7                               | 7                               | 158                             | –                               | 85                              | 112                             | –                               | - SWI: Oro        |
| 2020 | #13 - Pubblicato il 13 marzo 2020 - Etichetta: Nuclear Blast - Formati: CD, LP, download digitale                         | 1                               | 7                               | 20                              | 170                             | –                               | –                               | –                               | 27                              |                   |
| 2025 | Stereo Crush - Pubblicato il 21 marzo 2025 - Etichetta: Reigning Phoenix Music (RPM) - Formati: CD, LP, download digitale | 1                               | 11                              | 7                               | –                               | –                               | –                               | –                               | –                               |                   |

## Album dal vivo
| Anno | Titolo e dettagli dell'album                                                                                                  | Posizioni massime in classifica | Posizioni massime in classifica | Posizioni massime in classifica | Posizioni massime in classifica | Posizioni massime in classifica | Certificazioni    |
| Anno | Titolo e dettagli dell'album                                                                                                  | SWI                             | GER                             | AUT                             | FRA                             | SWE                             | Certificazioni    |
| ---- | --- | ------------------------------- | ------------------------------- | ------------------------------- | ------------------------------- | ------------------------------- | ----------------- |
| 1995 | The Hamburg Tapes - Pubblicato il 22 aprile 1995 - Etichetta: BMG/Ariola - Formati: CD, LP, MC                                | –                               | –                               | –                               | –                               | –                               |                   |
| 1997 | D-Frosted - Pubblicato il 3 settembre 1997 - Etichetta: BMG/Ariola - Formati: CD, MC                                          | 1                               | 71                              | –                               | –                               | –                               | - SWI: 3× Platino |
| 2006 | Made in Switzerland - Pubblicato il 28 aprile 2006 - Etichetta: Nuclear Blast - Formati: CD, LP                               | 1                               | 77                              | –                               | –                               | –                               | - SWI: Platino    |
| 2011 | Homegrown - Alive in Lugano - Pubblicato il 30 settembre 2011 - Etichetta: Nuclear Blast - Formati: CD, LP, download digitale | 2                               | –                               | 61                              | –                               | –                               | - SWI: Platino    |
| 2018 | Defrosted 2 - Pubblicato il 7 dicembre 2018 - Etichetta: Nuclear Blast - Formati: CD, LP, download digitale                   | 2                               | 65                              | –                               | –                               | –                               |                   |

## Raccolte
| Anno | Titolo e dettagli dell'album | Posizioni massime in classifica | Posizioni massime in classifica | Posizioni massime in classifica | Posizioni massime in classifica | Posizioni massime in classifica | Certificazioni    |
| Anno | Titolo e dettagli dell'album | SWI                             | GER                             | AUT                             | FRA                             | SWE                             | Certificazioni    |
| ---- | --- | ------------------------------- | ------------------------------- | ------------------------------- | ------------------------------- | ------------------------------- | ----------------- |
| 2002 | One Life One Soul - Best of Ballads - Pubblicato il 29 gennaio 2002 - Etichetta: BMG/Ariola - Formati: CD, LP, MC                                                    | 1                               | 60                              | –                               | –                               | –                               | - SWI: 3× Platino |
| 2004 | One Team One Spirit - The Very Best - Pubblicato il 23 agosto 2004 - Etichetta: BMG/Ariola - Formati: CD, MC                                                         | 1                               | 77                              | –                               | –                               | –                               | - SWI: Platino    |
| 2010 | Heaven - Best of Ballads 2 - Pubblicato il 26 novembre 2010 - Etichetta: Nuclear Blast - Formati: CD, LP, download digitale                                          | 1                               | 82                              | –                               | –                               | –                               | - SWI: 2× Platino |
| 2020 | Steve Lee - The Eyes of a Tiger: In Memory of Our Unforgotten Friend - Pubblicato il 02 ottobre 2020 - Etichetta: Nuclear Blast - Formati: CD, LP, download digitale | 1                               | 32                              | 45                              | –                               | –                               | - SWI: Oro        |

## Singoli
| Anno | Singolo                                     | Posizioni massime in classifica | Posizioni massime in classifica | Posizioni massime in classifica | Certificazioni | Album di provenienza                |
| Anno | Singolo                                     | SWI                             | ESP                             | GER                             | Certificazioni | Album di provenienza                |
| ---- | ------------------------------------------- | ------------------------------- | ------------------------------- | ------------------------------- | -------------- | ----------------------------------- |
| 1992 | All I Care For                              | 13                              | –                               | –                               |                | Gotthard                            |
| 1992 | Hush                                        | 26                              | –                               | –                               |                | Gotthard                            |
| 1992 | Firedance                                   | –                               | –                               | –                               |                | Gotthard                            |
| 1993 | Mountain Mama                               | 11                              | –                               | –                               |                | Dial Hard                           |
| 1994 | Higher                                      | –                               | –                               | –                               |                | Dial Hard                           |
| 1994 | I'm Your Travellin' Man                     | –                               | –                               | –                               |                | Dial Hard                           |
| 1994 | I'm on My Way                               | –                               | –                               | –                               |                | Dial Hard                           |
| 1995 | Father Is That Enough?                      | 21                              | –                               | –                               |                | G.                                  |
| 1996 | One Life, One Soul                          | 4                               | –                               | –                               |                | G.                                  |
| 1996 | He Ain't Heavy, He's My Brother             | 10                              | –                               | –                               |                | G.                                  |
| 1997 | Fight for Your Life                         | –                               | –                               | –                               |                | Nessun album di provenienza         |
| 1997 | One Life, One Soul (con Montserrat Caballé) | 14                              | –                               | –                               |                | Nessun album di provenienza         |
| 1997 | Love Soul Matter                            | –                               | –                               | –                               |                | D-Frosted                           |
| 1998 | Someday                                     | –                               | –                               | –                               |                | D-Frosted                           |
| 1998 | Let It Rain                                 | 10                              | –                               | –                               |                | Open                                |
| 1999 | Blackberry Way                              | 43                              | –                               | –                               |                | Open                                |
| 1999 | You                                         | –                               | –                               | –                               |                | Open                                |
| 1999 | Merry X-Mas                                 | 4                               | –                               | –                               |                | Nessun album di provenienza         |
| 2000 | Heaven                                      | 1                               | –                               | –                               | - SWI: Platino | Homerun                             |
| 2001 | Homerun                                     | 61                              | –                               | –                               |                | Homerun                             |
| 2002 | Looking at You                              | –                               | –                               | –                               |                | One Life One Soul - Best of Ballads |
| 2003 | What I Like                                 | 18                              | –                               | –                               |                | Human Zoo                           |
| 2003 | Janie's Not Alone                           | –                               | –                               | –                               |                | Human Zoo                           |
| 2003 | Have a Little Faith                         | 49                              | –                               | –                               |                | Human Zoo                           |
| 2003 | Fire & Ice                                  | –                               | –                               | –                               |                | Nessun album di provenienza         |
| 2004 | One Team One Spirit                         | 17                              | –                               | –                               |                | One Team One Spirit - The Very Best |
| 2005 | Lift U Up                                   | 3                               | –                               | 95                              |                | Lipservice                          |
| 2005 | Anytime Anywhere                            | –                               | –                               | –                               |                | Lipservice                          |
| 2005 | Round and Round                             | –                               | –                               | –                               |                | Lipservice                          |
| 2006 | Nothing Left at All                         | –                               | –                               | –                               |                | Lipservice                          |
| 2006 | Tu pasión                                   | –                               | 15                              | –                               |                | Lipservice                          |
| 2006 | El traidor                                  | –                               | 16                              | –                               |                | Lipservice                          |
| 2007 | The Call                                    | 17                              | –                               | –                               |                | Domino Effect                       |
| 2007 | Come Alive                                  | –                               | –                               | –                               |                | Domino Effect                       |
| 2009 | Need to Believe                             | 28                              | –                               | –                               |                | Need to Believe                     |
| 2009 | Shangri-la                                  | –                               | –                               | –                               |                | Need to Believe                     |
| 2010 | Don't Let Me Down                           | 41                              | –                               | –                               |                | Need to Believe                     |
| 2010 | Tears to Cry                                | 61                              | –                               | –                               |                | Need to Believe                     |
| 2011 | The Train                                   | –                               | –                               | –                               |                | Homegrown - Alive in Lugano         |
| 2011 | Remember It's Me                            | 58                              | –                               | –                               |                | Firebirth                           |
| 2012 | Starlight                                   | 25                              | –                               | –                               |                | Firebirth                           |
| 2014 | Feel What I Feel                            | 19                              | –                               | –                               |                | Bang!                               |
| 2014 | Bang!                                       | –                               | –                               | –                               |                | Bang!                               |
| 2014 | C'est la vie                                | –                               | –                               | –                               |                | Bang!                               |
| 2015 | Thank You                                   | –                               | –                               | –                               |                | Bang!                               |
| 2016 | Stay with Me                                | 100                             | –                               | –                               |                | Silver                              |
| 2018 | Bye Bye Caroline                            | –                               | –                               | –                               |                | Defrosted 2                         |
| 2018 | What I Wouldn't Give                        | –                               | –                               | –                               |                | Defrosted 2                         |
| 2020 | Missteria                                   | –                               | –                               | –                               |                | #13                                 |
| 2020 | Bad News                                    | –                               | –                               | –                               |                | #13                                 |
| 2025 | Boom Boom                                   | –                               | –                               | –                               |                | Stereo Crush                        |
| 2025 | Thunder & Lightning                         | –                               | –                               | –                               |                | Stereo Crush                        |
| 2025 | Rusty Rose                                  | –                               | –                               | –                               |                | Stereo Crush                        |

## Videografia

### Album video
| Anno | Titolo e dettagli dell'album                                                                            | Posizioni massime in classifica | Posizioni massime in classifica | Posizioni massime in classifica | Posizioni massime in classifica | Posizioni massime in classifica | Certificazioni |
| Anno | Titolo e dettagli dell'album                                                                            | SWI                             | GER                             | AUT                             | FRA                             | SWE                             | Certificazioni |
| ---- | --- | ------------------------------- | ------------------------------- | ------------------------------- | ------------------------------- | ------------------------------- | -------------- |
| 2002 | More Than Live - Pubblicato il 2002 - Etichetta: BMG/Ariola - Formati: DVD                              | 8                               | –                               | –                               | –                               | –                               |                |
| 2006 | Made in Switzerland - Pubblicato il 28 aprile 2006 - Etichetta: Nuclear Blast - Formati: DVD            | –                               | –                               | –                               | –                               | –                               |                |
| 2011 | Homegrown - Alive in Lugano - Pubblicato il 30 settembre 2011 - Etichetta: Nuclear Blast - Formati: DVD | –                               | –                               | –                               | –                               | –                               |                |

### Videoclip
Il primo videoclip effettuato dal gruppo svizzero è per All I Care For nel 1992.
In seguito ne sono stati registrati vari, alcuni con spezzoni di concerti, altri con video veri e propri realizzati in luoghi differenti.
Il videoclip di Dream On è la continuazione di quello di Anytime, Anywhere (il più celebre della band con oltre 2 milioni di visualizzazioni su YouTube), per questo motivo tutti e due sono stati registrati in modo molto simile.
Nel 2009 ne è stato registrato uno a Zagabria, quello di Unconditional Faith, come colonna sonora di un film.
Il video musicale più recente è quello che corrisponde al singolo Missteria, pubblicato il 10 gennaio 2020.
| Anno | Titolo                            | Album           |
| ---- | --------------------------------- | --------------- |
| 1992 | "All I Care For"                  | Gotthard        |
| 1992 | "Hush"                            | Gotthard        |
| 1993 | "Mountain Mama"                   | Dial Hard       |
| 1994 | "I'm Your Travellin' Man"         | Dial Hard       |
| 1994 | "I'm on My Way"                   | Dial Hard       |
| 1996 | "Sister Moon"                     | G.              |
| 1996 | "He Ain't Heavy, He's My Brother" | G.              |
| 1997 | "Love Soul Matter"                | D-Frosted       |
| 1997 | "Hurry"                           | D-Frosted       |
| 1999 | "Blackberry Way"                  | Open            |
| 1999 | "Merry X-Mas"                     | CD-Maxi         |
| 2000 | "Heaven"                          | Homerun         |
| 2001 | "Homerun"                         | Homerun         |
| 2003 | "Have a Little Faith"             | Human Zoo       |
| 2005 | "Anytime Anywhere"                | Lipservice      |
| 2005 | "Lift U Up"                       | Lipservice      |
| 2005 | "Dream On"                        | Lipservice      |
| 2007 | "The Call"                        | Domino Effect   |
| 2009 | "Need to Believe"                 | Need to Believe |
| 2009 | "Unconditional Faith"             | Need to Believe |
| 2011 | "Remember It's Me"                | Firebirth       |
| 2012 | "Starlight"                       | Firebirth       |
| 2012 | "Give Me Real"                    | Firebirth       |
| 2013 | "Yippie Aye Yay"                  | Firebirth       |
| 2014 | "Feel What I Feel"                | Bang!           |
| 2014 | "Bang!"                           | Bang!           |
| 2014 | "C'est la Vie"                    | Bang!           |
| 2016 | "Stay with Me"                    | Silver          |
| 2017 | "Miss Me"                         | Silver          |
| 2018 | "Bye Bye Caroline"                | Defrosted 2     |
| 2018 | "What I Wouldn't Give"            | Defrosted 2     |
| 2020 | "Missteria"                       | #13             |
| 2025 | "Thunder & Lightning"             | Stereo Crush    |
| 2025 | "Burning Bridges"                 | Stereo Crush    |

## Tournée
- 1992-1993 - Gotthard Tour
- 1994-1995 - Dial Hard Tour
- 1996 - G. Tour
- 1997-1998 - Defrosted Tour
- 1999-2000 - Open Tour
- 2001-2002 - Homerun Tour
- 2003-2004 - Human Zoo Tour
- 2005-2006 - Lipservice Tour
- 2007-2008 - Domino Effect Tour
- 2009-2010 - Need to Believe Tour
- 2012-2013 - Firebirth World Tour
- 2014-2016 - Bang! World Tour
- 2017 - Silver - 25th Anniversary Tour
- 2018-2019 - Defrosted Part II - Unplugged Tour
- 2022-2024 - #13 Tour
- 2025 - Stereo Crush Tour